# Francesco Panzino
Francesco Panzino (Marina di Catanzaro, 31 luglio 1933 – Soverato, 2 febbraio 2021) è stato un arbitro di calcio italiano.

## Carriera
Iscritto alla CAN dal 1967, iniziò in quell'anno la carriera arbitrale arbitrando in Serie C, in quella stessa prima stagione diresse anche il primo incontro in Serie B nell'ultima giornata del campionato cadetto, il 18 giugno 1967 e si trattava della partita Salernitana-Padova (0-1), nel campionato cadetto ha diretto 86 partite in undici stagioni.
Dopo due anni è arrivato l'esordio in Serie A a Verona l'11 maggio 1969 con la direzione di Verona-Inter (2-3). Il 12 maggio 1974 ha arbitrato Lazio-Foggia (1-0), gara decisiva per il primo scudetto della squadra biancoceleste. Per dieci anni ha arbitrato nella massima serie collezionando 77 presenze, la stagione più prolifica è stata il 1975-76 con 14 direzioni, l'ultima direzione in Serie A a Napoli il 16 aprile 1978 ed era la partita Napoli-Fiorentina (0-0), il mese successivo il 21 maggio 1978 ha diretto il suo ultimo incontro ufficiale, era una partita di Serie B, Brescia-Cagliari terminata (1-2). Ha anche diretto 29 incontri di Coppa Italia.
Al termine della stagione 1972-1973, durante l'assegnazione all'allenatore Ferruccio Valcareggi del premio "Il Seminatore d'oro" quale allenatore che aveva portato l'Italia alla finalissima dei Mondiali del 1970 persa contro il Brasile di Pelè, venne assegnata a Francesco Panzino la medaglia d'oro quale uno dei migliori arbitri della stagione da poco conclusa.